# Irene Bedard
Irene Bedard est une actrice américaine, née le 22 juillet 1967 à Anchorage en Alaska. Elle est principalement connue pour avoir tenu le rôle de Pocahontas dans le film homonyme de Disney et dans sa suite.

## Biographie
Elle fait ses débuts en 1994 dans le film Lakota Woman, siège à Wounded Knee. En 1995, elle prête sa voix à Pocahontas, personnage du film homonyme de Disney. Elle reprête sa voix à la suite du film en 1998.

## Filmographie

### Cinéma
- 1994 : Squanto: A Warrior's Tale : Nakooma
- 1995 : Pocahontas : Pocahontas
- 1996 : Navajo Blues : Audrey Wyako
- 1997 : Det store flip : Oglala
- 1997 : Song of Hiawatha : Minnehaha
- 1998 : Naturally Native : Tanya Lewis
- 1998 : Phoenix Arizona : Suzy Song
- 1998 : Pocahontas 2 : Pocahontas
- 1998 : 12 Bucks : Babe
- 1998 : 6/29 : Laura Cooper
- 1999 : Wildflowers (en) : Ruby
- 2000 : Pussykat
- 2001 : Your Guardian : Katherine Damon
- 2003 : Paris : Sandy
- 2003 : Greasewood Flat : Abbey
- 2005 : Planting Melvin : Billie Lawrence
- 2005 : Miracle at Sage Cree : Sunny
- 2005 : Le Nouveau Monde : la mère de Pocahontas
- 2007 : Tortilla Heaven : Liberata
- 2007 : Cosmic Radio : K. C.
- 2008 : Turok: Son of Stone : Catori
- 2011 : The Tree of Life : la messagère
- 2013 : Vertical : Lucy Mills
- 2014 : Ron and Laura Take Back America : Mme Alma
- 2014 : Spreading Darkness : Marci Gippolin
- 2015 : Les Chansons que mes frères m'ont apprises : Lisa Winters
- 2022 : Sabotage de Daniel Goldhaber

### Télévision
- 1994 : Lakota Woman, siège à Wounded Knee : Mary Crow Dog
- 1995 : The Marshal : Melissa Carey (1 épisode)
- 1996 : Grand Avenue : Reyna
- 1996 : Crazy Horse, le plus grand d'entre nous : Black Buffalo Woman
- 1996 : The Real Adventure of Jonny Quest : Alice Starseer et la vieille indienne (2 épisodes)
- 1996-1997 : Adventures from the Book of Virtues : la fille du chef (2 épisodes)
- 1997 : Profiler : Maddy Duvall (1 épisode)
- 1997 : Sœurs de cœur : Tobe
- 1998 : Two for Texas : Sana
- 2000 : Starship Troopers : Miriam Redwing (4 épisodes)
- 2000 : Blood Money : Naomi Lister
- 2000 : L'Enfance retrouvée : Grace
- 2001 : Au-delà du réel : L'aventure continue : Callie Whitehorse Landau (1 épisode)
- 2001 : Espions d'État : Diah Siagian (1 épisode)
- 2003 : Edge of America : Annie Shorty
- 2004 : Quoi d'neuf Scooby-Doo ? : Cody Long (1 épisode)
- 2005 : Higglytown Heroes (1 épisode)
- 2005 : Into the West : Margaret Light Shines Wheeler (4 épisodes)
- 2005 : Le Voyage d'une vie : Miriam Red Hawk McClain
- 2008-2009 : Spectacular Spider-Man : Jean DeWolff (4 épisodes)
- 2012 : La Ligue des Justiciers : Nouvelle Génération : Shelly Longshadow (1 épisode)
- 2012 : Longmire : Mary Stillwater (1 épisode)
- 2020 : Le Fléau : Ray Brentner
- 2020 : Most Wanted Criminals (FBI: Most Wanted)